# Faro di Lindau
Il faro di Lindau (in tedesco Lindauer Leuchtturm) è un faro che si trova sull'isola di Lindau sul Lago di Costanza.
È alto 33 metri e ha una circonferenza alla base di 24 metri ed è l'unico faro della Baviera e quello più meridionale di Germania. Ha la particolarità di aver un orologio nella facciata e la sua luce è un lampo ogni tre secondi, creato da due riflettori parabolici rotanti.

## Storia
Il faro venne costruito dal 1853 al 1856 presso il molo occidentale all'ingresso del porto di Lindau e venne acceso per la prima volta il 4 ottobre 1856. Durante i primi anni di funzionamento, l'illuminazione dipendeva da un fuoco alimentato a petrolio ed era compito del custode mantenere il fuoco costantemente acceso ed azionare una campana e una sirena da nebbia in caso di necessità.
Dal 1936 il faro funziona ad elettricità e dall'inizio degli anni 90 è stato automatizzato e la luce viene accesa su richiesta dalle navi utilizzando segnali radio.